# جائزة أفضل لاعب كرة قدم في العالم 2001

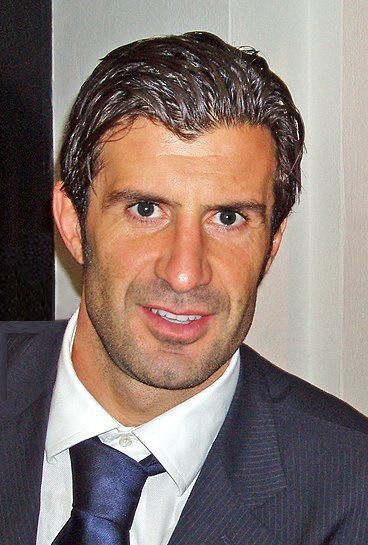

فاز بجائزة أفضل لاعب كرة قدم في العالم 2001 البرتغالي لويس فيغو.